# Cumia schoutanica
Cumia schoutanica là một loài ốc biển, là động vật thân mềm chân bụng sống ở biển thuộc họ Colubrariidae.

## Miêu tả
Loài này có kích thước giữa 15 mm and 31 mm

## Phân bố
Loài này phân bố ở Australian waters along Queensland, Victoria and Tasmania.